# Методе и историјски развој когнитивне психологије
У свом данашњем облику, когнитивна психологија настаје педесетих година 20. века, да би већ средином шездесетих година, Урлик Најсер, један од савремених пионира у области истраживања когнитивних процеса, дао прво актуелно одређење предмета когнитивне психологије које је и данас актуелно. По њему, когнитивна психологија се бави проучавањем процеса који се обављају на подацима добијеним из чула. Ти подаци се трансформишу, сажимају, обрађују, складиште и побуђују, пролазе кроз различите фазе обраде.
Овако одређен предмет могуће је сузити на следеће проблеме:
- на који начин се примају, одабиру и осмишљавају информације о спољашњем свету
- како су све те информације ускладиштене у памћењу
- како се користе у решавању различитих врста сложених или мање сложених проблема[1][2]

У најширем смислу, предмет когнитивне психологије су ментални процеси одраслог, нормалног појединца.

## Процеси и функције које испитује когнитивна психологија
Наведени проблеми се могу рашчланити на специфичне функције и процесе, као што су опажање, пажња, препознавање облика, учење, памћење, формирање појмова, језик и други, при чему су неки од ових функција и процеса предмет посебних области психологије.
- Опажање је контакт са светом који се остварује преко чула. Иако подаци добијени од рецептора бивају у даљим фазама обраде осмишљавани, сам процес опажања је сложен и може се посматрати из више различитих аспеката.
- Препознавање облика су подаци које региструју чула и који се прослеђују у дубље нивое обраде где долази до њихове интеграције у смисаоне целине које добијају одговарајућу интерпретацију.
- Пажња представља занемаривање осталих догађаја и усресређивање на један. Догађаја који нису предмет пажње, људи често нису ни свесни, иако су их чула регистровала.
- Осмишљавање података добијених од чула јесте процес када се информација добијених од стране чула, осмишљава у дуготрајној меморији, специјализованом домену меморије где се налази свеукупно знање о свету. Иако сам процес осмишљавања података није јасан, извесно је да он мора да се одвија усуглашавањем информација добијених од рецептора и представа ускладиштених у дуготрајној меморији.
- Репрезентовање знања је важна фаза у којој једном осмишљена информација може бити или заборављена или ускладиштена у дуготрајној меморији, чиме постаје мање-више трајан инвентар знања о свету.
- Језик је једна од човекових дистинктивних одлика. Знање језика је такође део инвентара дуготрајне меморије, па се поставља питање принципа складиштења и побуђивања појединих речи и њиховог повезивања у шире смисаоне целине.
- Суђење, закључивање и решавање проблема представљају људски однос са средином и могуће их је описати као процес континуираног суђења и процењивања промена које се у њој дешавају, али и као процењивање сопствених акција у средини, из чега се може закључити да когнитивне функције имају пре свега адаптивни смисао.[1]

## Различити аспекти когнитивних процеса и функција
Предмет когнитивне психологије су ментални процеси одраслог, нормалног појединца. Међутим, сваки од наведених процеса је могуће разматрати и из перспективе посебних дисциплина. На пример, развојна психологија се бави развојним когнитивним аспектима, а психопатологија патолошким аспектима. Због великог броја различитих дисциплина које се баве изучавањем когнитивних процеса, у последњих двадесетак година на значају добија област под називом когнитивне науке. Ова област обухвата различите дисциплине које из своје перспективе и специфичним методима испитују механизме когнитивног система, а добијени налази бивају интегрисани у општа знања о когнитивним функцијама и процесима.
Развојни аспект представља разумевање законитости и правилности развоја когнитивног система и његових механизама. Ови проблеми се разматрају у оквиру развојне психологије, која се бави не само когнитивним развојем, већ и развојем осталих сложених функција, али и међусобном условљеношћу током развоја.
Патолошки аспект представља разматрање са психопатолошког становишта когнитивних функција, пошто се често дешавају повреде мозга и психички поремећаји, који узрокују оштећења појединих когнитивних функција. Губитак функције или промена у начину њеног обављања могу да укажу на елементе од којих се оштећена функција састоји или на механизме који стоје у њеној основи. Повреде појединих зона у мозгу могу да доведу до селективних оштећења захватајући само неке аспекте функције. Симптоми настали услед психичких поремећаја или повреда указују на структуру процеса, али и на могуће међузависности са другим когнитивним функцијама и процесима. Овим проблемима се баве психопатологија и неуропсихологија.
Вештачка интелигенција је област која се бави рачунарском симулацијом когнитивних процеса. Циљ истраживања јесте да се формализацијом когнитивних процеса омогући њихово превођење на језик машине, која би, следећи одређене алгоритме, могла да изведе процесе који су аналогни когнитивним процесима. Успех у симулацији одређених функција јесте уједно и евалуација људског разумевања процеса или функција које се симулирају.

## Историјски развој когнитивне психологије
Филозофски, промишљања људског ума и његових процеса постоје од времена старих Грка. Године 387. п. н. е., познато је да је Платон сугерисао да је мозак седиште менталних процеса. Године 1637, Рене Декарт је изјавио да се људи рађају са урођеним идејама и разрадио је идеју дуализма ума и тела, која је постала позната као дуализам супстанције (у основи идеја да су ум и тело две одвојене супстанце). Од тог времена, током 19. века водиле су се велике расправе о томе да ли је људска мисао била искључиво искуствена (емпиризам), или је укључивала урођено знање (рационализам). Неки од учесника у ову расправу су били Џорџ Беркли и Џон Лок на страни емпиризма, а Имануел Кант на страни нативизма.
Са наставком филозофске расправе, средина до краја 19. века била је критично време за развој психологије као научне дисциплине. Два открића која ће касније играти значајну улогу у когнитивној психологији су откриће Пола Брока да постоје подручја мозга која су великој мери одговорна за производњу језика, и Карл Верниково откриће подручја за које се сматра да је углавном одговорно за разумевање језика. Обе области су накнадно формално назване по својим проналазачима, а поремећаји у производњи или разумевању језика појединца услед трауме или малформација у тим областима постали су уобичајено познати као Брокова афазија и Верникова афазија.
Од 1920-их до 1950-их, главни приступ психологији био је бихевиоризам. У почетку су његови присталице посматрале менталне догађаје као што су мисли, идеје, пажња и свест као неприметне, дакле изван сфере науке о психологији. Један од пионира когнитивне психологије, који је радио изван конвенционалних граница бихевиоризма (интелектуалних и географских), био је Жан Пијаже. Од 1926. до 1950-их и до 1980-их он је проучавао мисли, језик и интелигенцију деце и одраслих.
Средином 20. века појавила су се три главна утицаја која ће надахнути и обликовати когнитивну психологију као формалну школу мишљења:
- Развојем нове технологије ратовања током Другог светског рата исткла се потреба за већим разумевањем људских перформанси. Проблеми попут тога како најбоље обучити војнике за употребу нове технологије и како се бавити питањима пажње док су под присилом, постали подручја која су важна за војно особље. Бихевиоризам је пружио мало или нимало увида у ове ствари. Дело Доналда Броадбента је интегрисало концепте из истраживања људских перформанси и недавно развијене теорије информација, и тиме створило могућности нових приступа у овој области.[6]
- Развој информатике довео би до повлачења паралела између људске мисли и рачунарске функционалности рачунара, отварајући потпуно нова подручја психолошке мисли. Ален Њувел и Херберт Симон провели су године развијајући концепт вештачке интелигенције (AI), а касније су радили са когнитивним психолозима на импликацијама вештачке инетлигенције. То је подстакло концептуализацију менталних функција обликованих на начин на који су рачунари руковали стварима као што су складиштење и проналажење меморије,[6] а отворило је важан увод у когнитивизам.

- Критика бихевиоризма и општије емпиризма Ноама Чомског из 1959. године[8] покренула је оно што ће постати познато као „когнитивна револуција“. Унутар психологије, у критици бихевиоризма, Ј.С. Брунер, Ј.Ј. Гуднов & Г.А. Остин написали су „студију размишљања” 1956. године. Г.А. Милер, Е. Галантер и К. Прибрам су написали своје чувене „Планове и структуру понашања” 1960. године. Исте године Брунер и Милер су основали Харвардски центар за когнитивне студије, који је институционализовао револуцију и покренуо поље когнитивних наука.
- Формално признавање поља подразумевало је успостављање истраживачких институција попут Центра за обраду људских података Џорџа Мандлера 1964. Мандлер је описао порекло когнитивне психологије у чланку из 2002. године у часопису Журнал историје бехавиоралних наука.[9]

Улрик Најсер је увео појам „когнитивна психологија“ у уобичајену употребу својом књигом Когнитивна психологија, објављеном 1967. године.